# Hans Krebs (biokemist)
Sir Hans Krebs, född 25 augusti 1900 i Hildesheim, Tyskland, död 22 november 1981 i Oxford, England, var en tysk-brittisk biokemist.

## Biografi
Krebs studerade medicin vid universiteten i Göttingen och Freiburg 1918-23. Han tog sin doktorsgrad vid universitet i Hamburg 1925, och studerade därefter kemi i Berlin under ett år där han senare blev assistent åt Otto Warburg vid Kaiser-Wilhelm-Institutet (numera Max-Planck-Institutet) för biologi. Krebs blev professor i farmakologi i Sheffield 1945 och flyttade till en professur i Oxford 1954.
Krebs upptäckte citronsyracykeln (Krebs cykel), som spelar en central roll i cellernas förbränning av kolhydrater för utvinning av energi. Han belönades för detta med Nobelpriset i fysiologi eller medicin 1953 tillsammans med Fritz Albert Lipmann. År 1953 tilldelades han även Albert Lasker Basic Medical Research Award.